# 3882 Johncox
3882 Johncox eller 1962 RN är en asteroid i huvudbältet, som upptäcktes 7 september 1962 av Indiana Asteroid Program vid Indiana University Bloomington med Goethe Link Observatory. Asteroiden har fått sitt namn efter John P. Cox.
Asteroiden har en diameter på ungefär 5 kilometer.